# MapInfo
MapInfo Professional est un logiciel SIG (Système d'information géographique) édité par la société Precisely (en) (anciennement Pitney Bowes Software & Data) appartenant au groupe Syncsort.

## Les fonctions de MapInfo
MapInfo Professional est un Système d'information géographique (SIG), à l'origine bureautique, créé dans les années 1980 aux États-Unis. C'est un logiciel qui permet de réaliser des cartes en format numérique. MapInfo est conçu autour d'un moteur d'édition de cartes qui permet la superposition de couches numériques. Il permet de représenter à l'aide d'un système de couches des informations géo-localisées : points, polygones, image raster… Il incorpore un grand nombre de formats de données, de fonctions cartographiques et de gestion de données… Un système de requêtes cartographiques adapté permet la conception des cartes et bases de données cartographiques. MapInfo est ouvert vers le Web et les globes virtuels ; il permet de publier sur le web des cartes réalisées sur un PC, de faire de la cartographie interactive, d'incorporer des informations des globes virtuels…
MapInfo Professional est un logiciel destiné aux chargés d'étude et d'aménagement territorial, aux chargés d'études d'implantation, de géomarketing, aux analystes des réseaux physiques et commerciaux.
Connexe et complémentaire au logiciel desktop MapInfo Professional, il existe une vaste gamme de modules permettant de faire des traitements de localisation par géocodage automatique d'adresses, de l'optimisation des déplacements routiers, des analyses de risques locaux (Crédit, Assurance…), des analyses géomarketing et socio-démographique, de l'enrichissement de fichiers d'adresses à l'aide d'informations localisées,  ainsi que de la diffusion de cartes et données sur support WEB. 
Ces traitements peuvent être réalisés :
- avec une grande précision locale et à l'échelle mondiale à l'aide des bases de données cartographiques (TeleAtlas, NavTech…),
- sur des volumes de données importants grâce à des traitements par lots (batch) de plusieurs millions d'enregistrements,
- sur un ordinateur local et/ou à distance, via des API et en mode WEB.

La société PBS et l'ensemble de ses partenaires de la communauté MapInfo proposent les services permettant d'optimiser l'usage et l'efficacité opérationnelle de ces technologies (fourniture de données cartographiques et/ou avec attribut spatial, conseils géomarketing et géomatique, développement d'applications cartographiques, management de projet, formation, support, maintenance…)
MapInfo est un outil de référence, dont les fichiers « jeux de données » (MID/MIF) sont très utilisés pour construire des cartes, même sur d'autres logiciels.

## Historique dans les pays anglophones
MapInfo a développé son premier SIG bureautique en 1986, pour PC. L'intention d'origine était de créer un logiciel d'utilisation facile ne nécessitant pas une grande puissance de calcul sur PC.
MapInfo a fourni le premier outil SIG pour l'environnement Microsoft en particulier un additif Microsoft Map for Microsoft Excel dans la suite MS Office 95. Le composant a été maintenu et enrichi pour Microsoft Office 97 et Microsoft Office 2000. Ces développements ont inspiré la solution actuelle du logiciel de cartographie de Microsoft MapPoint qui est devenu un produit spécifique de Microsoft. 
MapInfo collabora avec Oracle Corporation pour développer la première cartouche spatiale[source insuffisante] pour Oracle 8i database.
Acquisitions
- 1997 : The Data Consultancy (anciennement The Unit for Retail Planning Information (URPI)), un partenaire de MapInfo spécialiste de l'analyse des marchés locaux et des produits de données attributaires au Royaume-Uni.
- 1998 : On Target Mapping, fournisseurs de cartographies numériques pour le secteur des Télécom à Pittsburgh (Pennsylvanie)
- 2000 : Compusearch Inc., spécialiste des segmentations micro-marketing et des données et solutions d'analyse de marché locaux au Canada[4].
- 2003 : Thompson Associates, un des plus importants spécialistes américains du géomarketing et des outils de localisation et de sélection de site commerciaux.  Principalement tourné sur la grande distribution et la distribution spécialisée[5]
- 2004 : Southbank Systems, société spécialisée dans la gestion d'actifs pour les collectivités locales, les services télécom et équipement, les sociétés d'ingénieries localisées. Marchés : Royaume-Uni, Nouvelle-Zélande, Australie  et Asie pacifique.
- 2005 : GeoBusiness Solutions Limited : consulting, données et services de modélisation géomarketing au Royaume-Uni.
- 2005 : MarkeTech Systems, Inc., basée à Raleigh Caroline du Nord, éditeur de logiciels données et services géomarketing dans le secteur de la banque de détail. Spécialisation dans la gestion des localisations et des objectifs dans la banque de détail[6].
- 2007 : Graphical Data Capture, une société de développement d'applications et de conseil principalement tournée sur le secteur des collectivités locales et public au Royaume-Uni avec des activités annexes dans le secteur des services télécom et financiers[7].
- 2007 : Pitney Bowes, spécialiste mondial de la gestion documentaire et de l'affranchissement rachète MapInfo Corp. Intégration et fusion avec Group1 Software pour création de la division logiciel Pitney Bowes Software (PBS)[8].
- 2007 : Encom Technology, spécialiste des services et solutions de cartographie pour l'exploration pétrolière et minière[9].
- 2019 : la société Pitney Bowes Software & Data est rachetée par le groupe Syncsort et renommée Precisely[10].

## Historique en France
MapInfo a été introduit en France par la société InfoTech Paris en 1989. Dirigé par Bill Graham et avec Lionel Henry à la direction commerciale, MapInfo a été traduit en français et commercialisé à travers un réseau de distributeurs parmi lesquels GEORM, AER ingénierie et Icorem. Fort de plusieurs succès au sein des collectivités et grands comptes, la croissance est exponentielle sur un nouveau marché: les systèmes d'informations géographiques sur PC. À cette époque Mapinfo était disponible en versions DOS et Unix. 
En 1991, la distribution est confiée à la société ADDE. 
- 1982 : Début d'ADDE une SSII qui développe les premières applications cartographiques pour les entreprises en France
- 1987 : Lancement du logiciel « Décisionnel Cartes&Bases »
- 1991 : Contrat de partenariat de distribution exclusive entre ADDE et MapInfo Corp
- 1998 : Lancement de « AdressMap », cartographie urbaine de précision tournée vers le géocodage[11]
- 1999 : Achat d'ADDE par VNU et fusion avec Claritas France
- 2003 : Achat de Claritas Europe et de Consodata par Acxiom Corp.
- 2004 : Acxiom fusionne Claritas et Consodata et crée un département spécifique SIG/géomarketing regroupant 50 personnes en France
- 2007 : PBBI (ex MapInfo + Group1) rachète les activités SIG/géomarketing d'Acxiom France [12] (filiale du groupe américain du même nom).
- 2010 : achat de Portrait Software
- 2012 : Pitney Bowes Business Insight devient Pitney Bowes Software (PBS), la division logicielle du groupe Pitney Bowes Inc.

## Modules et extensions
- MapInfo Stratus pour la diffusion Web
- MapInfo RouteFinder, module complémentaire permettant de réaliser des calculs d'isochrones et de sectorisation (zones de chalandise, accessibilité, équilibrage de territoires)
- Engage 3D, Discover 3D analyse et visualisations 3D
- VerticalMapper, analyse des données continues dans l'espace et visualisations 3D
- MapBasic, langage de programmation basé sur le langage BASIC
- MapInfo ProViewer, partage et visualisation des fichiers sur des postes non équipés du logiciel
- MapInfo EasyLoader, pour charger des tables MapInfo vers Oracle Spatial, SQL Server ou PostGIS
- CartoPocket, outil de terrain sur Pocket PC (environnement Windows Mobile) développé par Géo.RM
- AutoCart, génération d'atlas cartographiques (un même modèle de carte répliqué sur n zones différentes)